# Парджанья
Парджа́нья (санскр. पर्जन्य, IAST: parjanya, букв. «дождевая туча») — в ведийской мифологии бог грозовой тучи и дождя.
В «Риг-веде» ему посвящено 3 гимна (РВ V, 83; VII, 101; VII, 102), само же имя его упоминается около 30 раз. На глубокий архаизм образа Парджаньи указывает его слабая персонификация, а также то, что его иногда не отличить от самой тучи. В индоевропейской перспективе образ и имя Парджаньи родственны славянскому Перуну, балтийскому Перкунасу, хеттскому Пирве.
О связи Парджаньи с дождями и грозой свидетельствует то, что он часто появляется в сопровождении грома и молнии, громко ревёт, как бык, властвует над потоками дождя, орошает миры, его колесница полна воды. Громом он поражает ракшасов и злодеев, разбивает деревья, и все страшатся этого оружия Парджаньи. Его часто просят о предоставлении защиты (РВ V.83.5), о подкреплении, он щедрый. Также Парджанья тесно связан с богом ветра Вата, их имена часто упоминаются в паре как в ригведийских гимнах, так и в Атхарва-веде. Иногда вместе с этим богом призываются и маруты. С этой стороны как атмосферное божество Парджанья весьма близок и к Индре, и его имя в позднейшей литературе иногда прилагается к Индре. В «Риг-веде» есть также упоминание о связи Парджаньи с Брихаспати (РВ X.98.1) и с Агни (РВ VI.52.16).
Важнейшим следствием «атмосферной» функции Парджаньи является его сильная связь с плодородием. В нём находится жизненный дух живого и мёртвого, он оживляет землю своими семенами (олицетворение дождя), он помещает своё семя не только в растения, но и в коров, скаковых коней, женщин (РВ VII.102.2). Парджанья много раз сравнивается с быком или буйволом, символизирующими производительную силу. Он сам создаёт своё тело, на нём покоятся все существа. Земля является женой Парджаньи, а он отцом Сомы. Его старший брат — Пушан.
В послеведийский период Парджанья теряет постепенно своё значение и выступает как один из 12 Адитьев, как божество, повелевающее тучами и дождём. В «Вишну-пуране» он защитник месяца картика.